# 山崎孝
山崎 孝（やまざき たかし、Takashi Yamazaki、1937年 - ）は大阪府出身の日本のクラシック音楽のピアニスト。

## 略歴
東京藝術大学音楽学部器楽科ピアノ専攻卒業。東京藝術大学音楽学部専攻科修了。ハンガリー共和国文化勲章授与。
バルトーク《ミクロコスモス》全曲を録音している。業績としては、非常に早い段階でフレデリック・ショパンの練習曲op.10とop.25の原典版の出版に尽力した点が挙げられる。80歳を過ぎてもリサイタルをおこなう。くらしき作陽大学名誉教授。
かつては国際ピアノコンクール審査員の常連だった。

## 著書
- 名ピアニストたちとの出会い[11]ほか。